# 相生町 (宇部市)
相生町（あいおいちょう）は山口県宇部市の地名。住居表示施行地域。2011年10月1日現在の人口は152人。郵便番号は755-0043（宇部郵便局管区）。

## 地理
宇部市の中心市街地に位置し、南西側に中央町および新町、北側に松島町が接する。町域内は商業地域となっており、町域南部に相生町商店街が貫き、南西側を通る平和通り（宇部市道常盤通り宇部新川線）上にある宇部中央バス停を中心に宇部中央バス停商店街が形成されている。
町域北端にある宇部興産ビル（宇部市内最高層の建築物でもある）には、ANAクラウンプラザホテル宇部やUBE関連企業をはじめ多くの企業支店が入居しているほか、宇部中央バス停を中心に銀行や証券会社等の金融機関が多く立地しており、真締川対岸の常盤町と共に宇部市の中心業務地区を形成している。
戦災復興都市計画により整備された地区の一つで、主な通りとして町域南西側を通る平和通り、北西を通る小串通り、北東側を通る寿橋通りがある。宇部市は周辺の通りの景観整備を進めており、1993年（平成5年）に平和通りを宇部市のシンボルロードとして再整備し、電線地中化および歩道のリニューアル、ケヤキとクスノキの植樹、植樹帯と歩道への彫刻の配置を行った。小串通りは1995年（平成7年）に電線地中化および歩道のインターロッキングブロック化、街路樹の樹種変更を実施した。このほか、寿橋通りも宇部興産ビルに面する区間のみ電線地中化および歩道のリニューアルが行われている。
町域の東側を流れる真締川に沿って真締川公園が整備されている。

## 歴史

### 沿革
- 1950年（昭和25年） - 戦災復興都市計画により現在の街区が完成。
- 1982年（昭和57年）3月23日 - 宇部興産ビル建設工事着工。
- 1983年（昭和58年）
  - 10月29日 - 宇部興産ビルが竣工。
  - 11月1日 - 宇部興産ビルが開業。
- 1993年（平成5年） - 地区南西部を通る平和通り整備事業「シンボルロード駅通線」が完成[3]。
- 1995年（平成7年） - 地区北西部を通る小串通りの再整備事業が完成。

## 交通

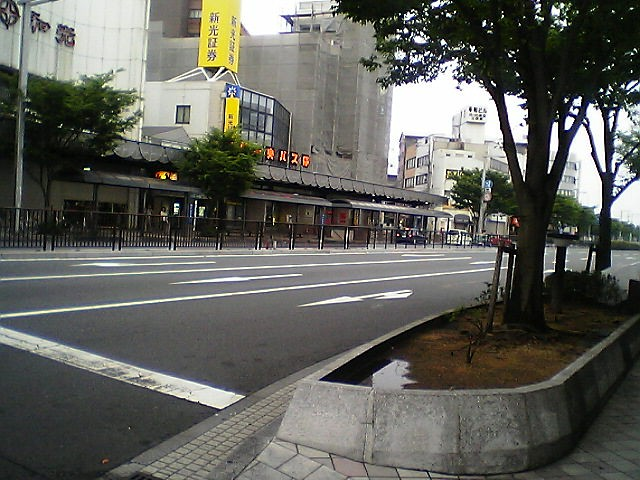
宇部中央バス停

### 鉄道
町域内に鉄道は通っていない。JR西日本宇部新川駅（上町）が最寄り駅となる。

### バス
- 宇部市交通局 「宇部中央」バス停
- 船木鉄道 「宇部中央」バス停

### 道路
- 国道190号 - 町域南辺を通る。

## 施設
| - 宇部興産ビル - アシスト宇部サポートセンター - UBE宇部本社 - 宇部総合サービス本社 - 宇部情報システム本社 - 宇部マテリアルズ本社 - JTB中国四国宇部支店 - ジブラルタ生命保険宇部第一支部・宇部第二支部 - 新菱冷熱工業山口営業所 - 西華産業中国営業本部山口支店 - 日本管財宇部興産ビル防災センター - 損害保険ジャパン宇部支社 - 富士電機山口営業所 - ユービーイーホテルズ本社 - 宇部中央バス停商店街 - 相生町商店街 | - 岡三証券宇部支店 - 信用組合広島商銀宇部支店 - ひろぎん証券宇部支店 - みずほ証券宇部支店 - 中国電力宇部営業所 - NTT西日本宇部電話交換所 - 日本生命保険山口支社宇部営業部 - 宇部中央バス停 - 欧州塾宇部校 - 真締川公園 |

### 商店街

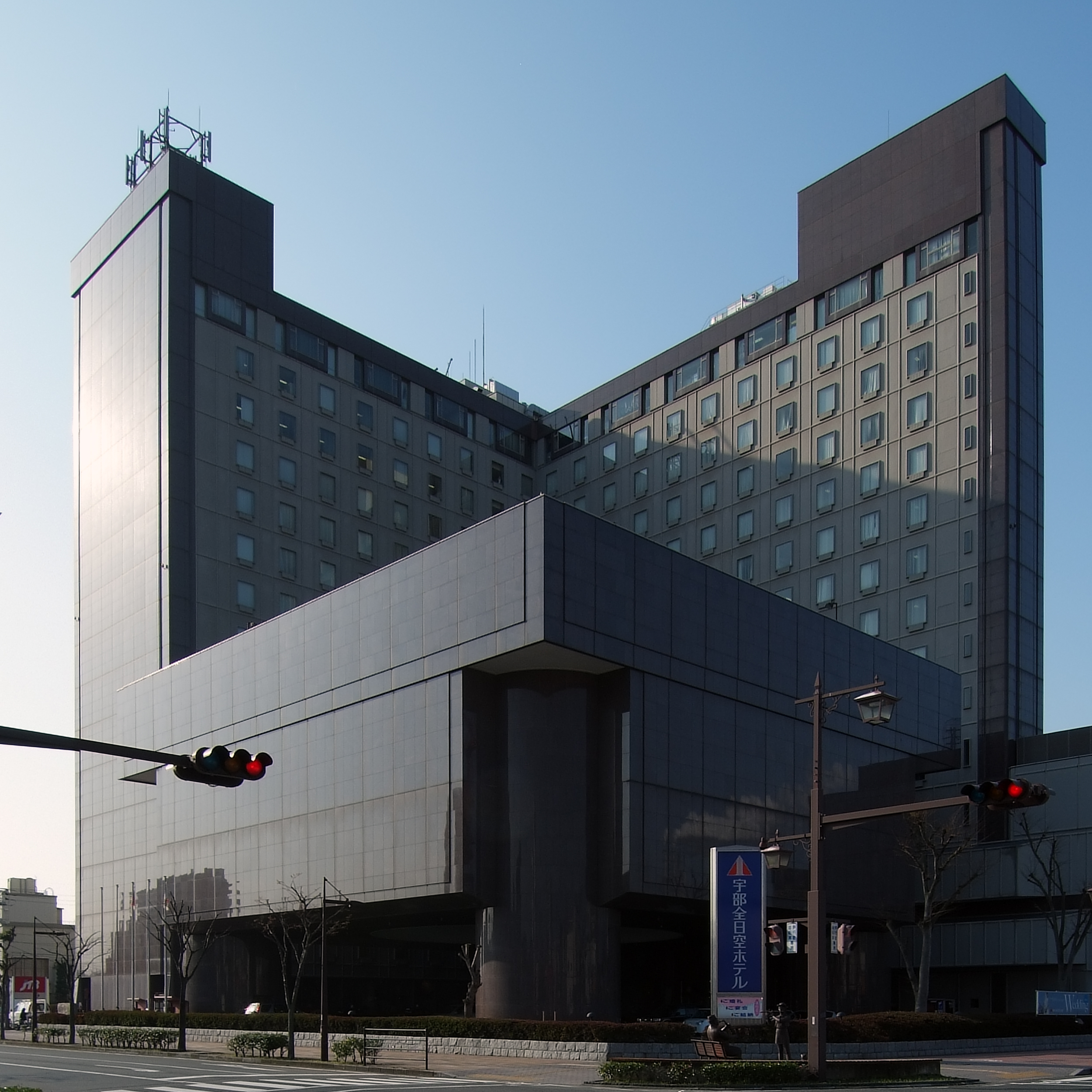
宇部興産ビル